# إيف كوسوفسكي سيدجويك
إيف كوسوفسكي سيدجويك (2 مايو 1950-12 أبريل 2009) باحثة أكاديمية أمريكية في دراسات النوع الاجتماعي والنظرية الكُويرية (دراسات الكُوير) والنظرية النقدية. نشرت سيدجويك العديد من الكتب الرائدة في مجال النظرية الكويرية، بما فيها بين الرجال: الأدب الإنجليزي ورغبة الذكور في التفاعل الاجتماعي المثلي (1985)، ونظرية معرفة الخزانة (1990)، والتوجهات (1993). ساعدت كتاباتها النقدية في التأسيس للدراسات الكُويرية. تعكس أعمالها اهتمامًا بمجموعة من القضايا، بما في ذلك الأدائية الكويرية، والكتابة النقدية التجريبية، وأعمال مارسيل بروست، والتحليل النفسي غير اللاكاني، وكتب الفنانين، والبوذية وعلم التربية، والنظريات العاطفية لسيلفان تومكينز وميلاني كلاين، والثقافة المادية وخصوصًا المنسوجات والأنسجة.
حللت سيدجويك بالاعتماد على الدراسات النسوية وأعمال ميشيل فوكو، الحبكات الفرعية للشبقية المثلية في أعمال كتّاب مثل تشارلز ديكنز وهنري جيمس. جادلت سيدجويك بأن فهم أي جانب من جوانب الثقافة الغربية الحديثة تقريبًا سيكون غير مكتملًا إذا فشل في إدماج تحليل نقدي للتعريف الحديث للمثليين/المغايرين. وقد صاغت مصطلحي «متفاعل اجتماعي مثليًا» و «مناهضًا لرهاب المثلية».

## الأفكار والنقد الأدبي
يشمل عمل سيدجويك مجموعة متنوعة من الوسائط والأنماط، إذ لا يمكن فصل الشعر والأعمال الفنية بسهولة عن باقي نصوصها. تضمنت الاهتمامات التأديبية الدراسات الأدبية والتاريخ وتاريخ الفن ودراسات الأفلام والفلسفة والدراسات الثقافية والأنثروبولوجيا، ودراسات المرأة ودراسات المثليات والمثليين ومزدوجي الميول الجنسية ومغايري النوع الاجتماعي وثنائيي الجنس. كانت اهتماماتها النظرية شاملة واستيعابية وانتقائية.

### المنظور الكُويريّ
هدفت سيدجويك إلى لفت انتباه القراء إلى «الفوارق الكُويرية المحتملة» في الأدب، مما شجع القراء على تنحية تعريفاتهم الغيريّة بغية البحث عن «تعابير كُويرية». فعلى القارئ أن يعي إضافة إلى التوريات الواضحة، طرقًا كويريّة أخرى تصبح فيها الكلمات ذات إيقاع. يُقال مثلًا، أن سيدجويك قد لاحظت في كتابات هنري جيمس بعض الكلمات والمفاهيم مثل: مولع (فوند بالإنجليزية)، ومؤسسة (فاونديشن)، ومسألة (إيشو)، ومساعدة (أسّيست)، وفواح (فراغرانت)، وفاضح (فلاغرانت)، وواقٍ (غلوف)، وسعة (غيج)، ومركز (سينتر)، ومحيط (سيركمفيرينس)، وجانب (أسبيكت)، ووسام (ميدال) وكلمات تحتوي على لفظ (ريكت) بما فيها أي كلمات ذات جناس، والتي قد تتضمن جميعها «إيحاءات جنسية شرجية».
اعتمدت سيدجويك على عمل الناقد الأدبي كريستوفر كرافت للمجادلة حول إمكانية إعادة تصور كل من التورية والقوافي على أنها «شهوانية مثليّة كونها هوموفونية»، وتقترح سيدجويك بالاستشهاد من الناقد الأدبي جوناثان دوليمور، أن الانعكاس النحوي قد يكون ذو علاقة وثيقة بالانعكاس الجنسي، كما اقترحت أن القراء قد يرغبون في «تحسيس» أنفسهم بإيقاعات «يُحتمل أن تكون كُويرية» لبعض تراكيب الجمل النحوية والبلاغية والعشوائية، وأن مشاهد الصفع في الطفولة قد أُضفي عليها صفات شبقية، وارتبطت بسطرين إيقاعيين وكلمات غنائية كنوع معين، كما اقترحت أن يكون للمعاظلة (استمرار الفكرة من سطر واحد أو مقطع كوبليه أو مقطع شعري ضمن النص دون انقطاع نحوي) آثار جنسية كويرية. بينما تعبر القصائد المكونة من ثلاثة عشر سطرًا إلى شكل السونيته، لكن باقتطاع كوبليه التقفية الأخير، فقد أمكن «تنحية الزوج الغيري كنموذج»، مما يشير بدلًا من ذلك إلى ملذات الاستمناء المحتملة للوحدة.
شجعت سيدجويك القراء على النظر في «الأصداء الشهوانية الكويرية المحتملة» في كتابات هنري جيمس. وقد طرحت اعتمادًا على تحليلاتها «لموضوعات الإيلاج الإصبعي في الشرج وإيلاج القبضة ككتابات» أو على الكتابات في أعمال جيمس، فكرة أن الجمل التي «يُعترض تركيبها التقليدي المؤلف من فاعل وفعل ومفعول به، إن لم تكن قد اقتُطعت تمامًا، مثلًا من خلال المبالغة في مطلع الجملة بالتلميح بعبارة أو شرط مستحقين» يمكن فهمها بشكل أفضل إما لإعطاء القراء تجربة غير مباشرة لاختراق المستقيم بإصبع أو قبضة، أو الاستكشاف الذاتي من خلال إدخال الأصابع في المستقيم. تقدم سيدجويك هذا الادعاء بناءً على ميزات نحوية معينة للنص.